# Кярмас, Майан-Анна
Майан Кярмас (эст. Maian Kärmas (имя при рождении Майан-Анна Кярмас (эст. Maian-Anna Kärmas)), 25 февраля 1978, Таллин, Эстония) — эстонская певица, автор песен и журналистка.

## Биография
Кярмас дебютировала как сольный артист в 1995 году на конкурсе «Kaks takti ette», организованном Эстонским телевидением, и заняла 2-е место.
В 1998 году Кярмас участвовала в эстонском конкурсе «Eurolaul», который в то время был отборочным туром на конкурс песни «Евровидение». Год спустя она снова приняла участие в конкурсе «Eurolaul» и также сама написала слова к своей песне «Diamond of Night». Кярмас регулярно участвовала на национальном отборе, каждый год, будучи автором песен, солистом и бэк-вокалистом.
В 2001 году вместе с Иваром Мёстом написала песню «Everybody» для Танеля Падара, Дэйва Бентона и Soul Milita для представления Эстонии на конкурсе песни Евровидение 2001, что принесло Эстонии победу на конкурсе. В тот же год она проходила кастинг на участие в мюзикле «Отверженные» на роль фабричной девушки, проститутки, нищей и др.
В 2003 году Майан Кярмас выпустила свой первый сольный альбом «Tuigutuled» из собственного материала и гастролей по Эстонии с концертами. Её второй сольный альбом, «Õnneleid'»', был выпущен в 2010 году. Третий сольный альбом, «Sõnalõimijad», выпущен в 2014 году.
Майан Кярмас также является ведущей и редактором на радио Эстонской общественной телерадиовещательной корпорации. 10 ноября 2017 года Кярмас в соавторстве написала слова к песне «Show a Little Love» для Rolf Junior на «Eesti Laul 2018».
В 2017 году была приглашена на 12-й эстонский конкурс молодых танцоров — «XII noorte laulu- ja tantsupidu», где была редактором и автором гимна фестиваля танцев «I WIll Stay».